# 일반목면

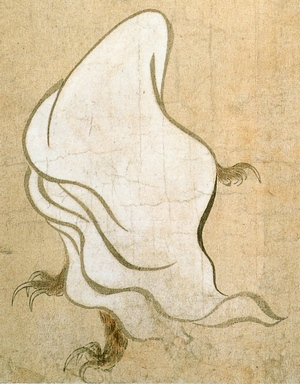

일반목면(일본어: 一反木綿 잇탄모멘[*])은 일본 가고시마현 기모쓰키군 고야마정에 전승되는 요괴다.
현지 출신 교육자 노무라 덴시(野村 伝四)와 민속학자 야나기타 쿠니오가 공저한 『오스미 키모츠키군 방언집』에 채록되어 있다. 크기 1 반(一反; 세로 10.6 미터, 가로 30 센티미터)정도 되는 목면 같은 것이 해질녘에 팔랑팔랑 날아다니다 사람을 덮치고,:15 목에 감기거나 얼굴을 덮어서 질식사시킨다.:107:67 또는 빙글빙글 돌면서 빠르게 날아 사람을 낚아챈 채 하늘 높이 날아간다고도 한다.:17
한 남자가 밤에 서둘러 귀가하는 길에 일반목면이 덮쳐와 목을 졸라오자 임기응변으로 협차를 휘둘러 베었는데, 목면은 사라지고 남자의 손에 피가 남아 있었다는 이야기도 있다.:67
현지에서는 아이가 늦게까지 나다니면 “일반목면이 나온다”고 겁을 주는 풍습도 있었다. 또한 시쥬쿠쇼 신사에 일반목면이 잘 나타난다는 이야기도 있어서, 아이들은 이 신사 앞을 지나갈 때 누구나 겁을 먹고 달려서 통과했다.
『백귀야행 회권』에 그려진 요괴 중 하나가 팔다리가 난 천 모양의 것을 하고 있는데(오른쪽 그림), 민속학자 코마츠 카즈히코는 이것을 일반목면의 원형에 해당하는 것으로 추측했다.